# Reaktymetr
Reaktymetr – urządzenie pomiarowe dokonujące ciągłego określania reaktywności reaktora jądrowego. Reaktywność reaktora jądrowego jest bardzo ważnym parametrem jego pracy, nie można jej określić bezpośrednio na podstawie gęstości strumienia neutronów w reaktorze. 
Reaktymetr rejestruje strumień neutronów i na podstawie jego bieżącej oraz przeszłej wartości określa lub oblicza z zastosowaniem algorytmu reaktywność reaktora. 
Zmiany strumienia neutronów w reaktorze jądrowym określa równanie kinetyki reaktora, wyprowadzone na podstawie równań bilansu neutronów (wzór czteroczynnikowy, wzór sześcioczynnikowy). W reaktymetrach stosuje się metodę kinetyki odwrotnej, w której na podstawie kinetyki reaktora określa się jego reaktywność.
Reaktymetry mają następujące zastosowania:
- określenie krytycznych ustawień drążków sterowniczych,
- kalibracja prętów sterujących,
- oznaczanie równoważników reaktywności,
- wyznaczanie współczynnika temperaturowego reaktywność,
- określenie stopnia zatrucia ksenonem,
- wyznaczanie współczynnika sprzężenia zwrotnego mocy wyjściowej,
- oznaczanie wypalenia zespołów paliwowych,
- testowanie kanału okresowego.